# Kopefahrt

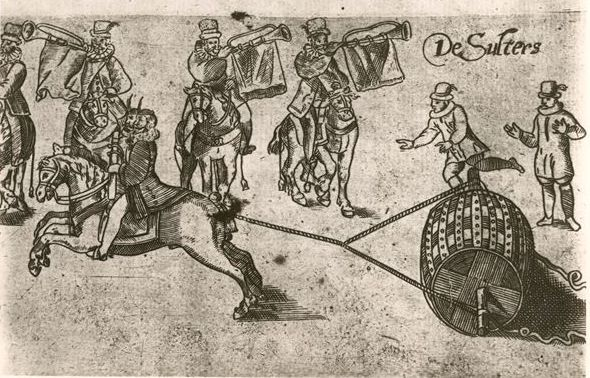
Sülfmeister mit Kopefass

Die Kopefahrt war ein öffentlicher Festumzug zur Aufnahme neuer Sülfmeister ins Kollegium der Salzpfannenpächter in Lüneburg, deren Ursprünge im Mittelalter liegen und die zuletzt 1629 durchgeführt worden ist.
Dabei wurde ein mit Feldsteinen gefülltes Holzfass, durch dessen Faßböden eine Eichenachse eingebaut wurde, von zwei feurigen Hengsten, auf denen die jungen Sülfmeister ritten, durch die Straßen Lüneburgs gezogen.

## Bedeutung
Die Kopefahrt bezeichnet den zweiten Teil der feierlichen Aufnahme eines jungen Sülfmeisters in das Kollegium der Salzpfannenpächter Lüneburg. Während der erste Teil, das so genannte Einbitten mit Vereidigung, ein dreimaliges Gelöbnis auf die normativen Grundlagen des Sülfmeisterkollegiums und ein folgendes kostspieliges Festmahl für einen begrenzten Teilnehmerkreis veranstaltet wurde, war die Kopefahrt ein öffentlicher Festumzug durch die Straßen Lüneburgs. Er wird als Initiationsritus, wie auch als auch als Mannbarkeitsritual im Sinne von Ritterspielen verstanden.
Kope (von Kufe = Holzfass, vgl. Küfer) bezeichnet ein großes Holzfass, durch dessen Faßböden eine Eichenachse eingebaut und das mit Feldsteinen gefüllt wurde. Auf alten Abbildungen ist zu sehen, dass dieses Fass durch zusätzlich angebrachte Quer- und Längsleisten eine massive Verstärkung bekommen hat, um die rollende Fahrt über holperiges Straßenpflaster unbeschadet zu überstehen. Das stark polternde Fass sollte dabei in möglichst flottem Galopp durch die engen Straßen von mindestens zwei kräftigen Hengsten, die von den neuen Sülfmeistern zu reiten waren, gezogen werden. Waren keine oder nur ein neuer Sülfmeister vereidigt worden, so mussten die Barmeister als Ersatzreiter einspringen. Diese neuen Sülfmeister bzw. die Barmeister, wurden Kopenforers, also jene, die die Kope führten, genannt. 

## Ablauf

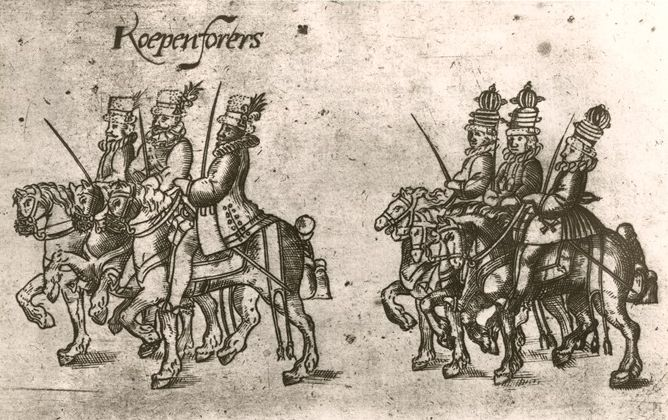
Kopeführer in Lüneburg um 1600

Die Kopefahrt fand in der Woche vor Aschermittwoch, immer am Donnerstag vor Fastnacht, also im Februar statt. Ausgangs- und Endpunkt der Kopefahrt war dabei die Sülze, also der Platz vor der Saline bei der Lambertikirche. Zu Beginn versammelten sich als Hauptakteure die Kopefahrer, die Barmeister, die Ratsherren und Sülfmeister auf dem Platz vor der Saline, wo auch die Koepenperde, also die Hengste, vor das Kopefass gespannt wurden. Zum Auftakt eröffnete ein Fanfarenstoß der Vorreiter die wilde Fahrt, begleitet von Vor- und Nachreitern und zwei Salinenarbeitern (Sülzern) zu Fuß, die immer wieder ordnend eingreifen mussten. Die Kope wurde an einem Strang gezogen, der die zwei zuführenden Stränge der Eichenachse, die durch die Faßböden verlief, verband, der dann zwischen den Pferden hindurch lief und vor der Brust der Reiter an einer Querstange befestigt war, die lose jeweils in einem Bügel am Sattelknopf lag und von beiden Fahrern mit einer Hand gehalten wurde. Dadurch waren die Reiter beim Führen der Zügel natürlich stark behindert, während sie doch die Pferde sehr gleichmäßig ziehen lassen mussten. Auch wenn die Kope gerade in der Spur lief, weil die Seilenden gleich lang waren, ließ sich das schwere, schlingernde und rumpelnde Gefährt, das nur an einem Punkt auf der Straße auflag, besonders durch die Kurven an einem Strang kaum lenken. Von den beiden Kopefahrern wurde großes reiterisches wie fahrerisches Geschick und ein präzises Zusammenspiel verlangt.
Diesen folgte ein Festumzug durch die Stadt. Aus dem Jahre der letzten Kopefahrt, 1629, liegt eine etwa zwei Meter lange farbige Zeichnung auf Papier vor, die die Abfolge des Umzuges zeigt, der allerdings damals etwa achtmal so lang gewesen ist, wie in der Zeichnung abgebildet. Diese wird dem damals 23 Jahre alten Patriziersohn Georg (II.) Stöterogge zugeschrieben, der die Kope selbst mitgeritten ist.
Das Motto des damaligen Festumzuges war Zeit und Ewigkeit.
Er wurde durch folgende Themenkomplexe dargestellt:
- Tempus – die Zeit, geflügelt mit Sanduhr und Sense
- Aurora – der Morgenstern und die duftende Morgenröte, deren Blumengebinde vielleicht auch den Frühling versinnbildlicht

Die nächste Viergruppe bilden die Tages- und Jahreszeiten:
- Dies – der Tag, die Mittagssonne, deren Sense und geschnittene Ährengarbe das Halbieren des Tages, aber auch den Sommer bedeuten kann
- Vesper – der Abend, die Abendsonne, dessen (Ernte-)Korb zugleich eine Allegorie des Herbstes sein mag
- Nox – die Nacht mit Mond und Sternengewand, deren Urne oder Kohlenbecken auch den Winter darstellen könnte

Die folgende Dreiergruppe stellte die Lebensalter dar:
- Pueritia – die Kindheit, mit Steckenpferd und papierener Windmühle, begleitet wohl von zwei lustigen Personen, den „Pritschenmeistern“, die bei Fastnachtsvergnügen als Festordner fungierten. In der Hand hielten sie eine Patsche (Pritsche), die aus Holz bestand, das in dünne Blätter gespalten war, oder aus Lederstreifen. Hier hat man die Pritsche wohl an einem Peitschenstiel befestigt. Die Patschenschläge taten nicht weh, verursachten aber ein klapperndes oder klatschendes Geräusch. Die Kindheit ist gekettet an:
- Vir – das Mannesalter, in Gestalt eines rot gekleideten Ritters, aufrecht sitzend mit Federbusch und Fahne. Neben ihm reitet:
- Senex – das Alter, grün gekleidet, bärtig, mit Pelzmütze und Gehstock. Eine Kette verbindet ihn mit:
- Mors – dem Tod in der nächsten Dreiergruppe. Er trägt den Pfeil, der jeden ereilt. Zu seiner Linken reitet:
- Fides – der christliche Glaube, ein Engel mit einem grünen Kleid und dem Kreuz in Händen. Zur Rechten des Todes sitzt:
- Spes – die zuversichtliche Hoffnung, im Sattel. Ihr Zeichen ist der Anker.

Den Abschluss des Themenkomplexes „Zeit und Ewigkeit“ führt an: 
- Corona vitae – die Krone des Lebens, das ewige Leben in Gestalt eines gekrönten Engels, der eine Krone vor sich her trägt. Ihm folgen:
- Unio mystica – die Vereinigung mit Gott, charakterisiert durch einen Verlobungsring mit Edelstein;
- Pax – der ewige Frieden, den Palmzweig haltend, dessen Wagen von Einhörnern gezogen wurde.
- Charitas – Gottes allumfassende Liebe, das Herz in den Händen. Zwei Akrobaten, die einen Flickflack vorführen, trennen diese Abteilung von der nächsten, von der nur noch die drei grünen Vorreiter im Bild überliefert sind.

Aber auch ein vierspänniger Schlitten mit Tannenbäumen verziert wurde von Bacchus kutschier, es zogen zwei halbnackte Waldleute mit Schalmei und Dudelsack und grünem Kranz um den Leib sowie zwölf schwarze Waldleute mit weißen Kränzen auf dem Rücken und schwarzen langen Röcken, sowie grauen Bärten ebenso mit, wie um 1600 zwei Indianer, oder Männer mit Bocks- und Hahnenkopfmasken.

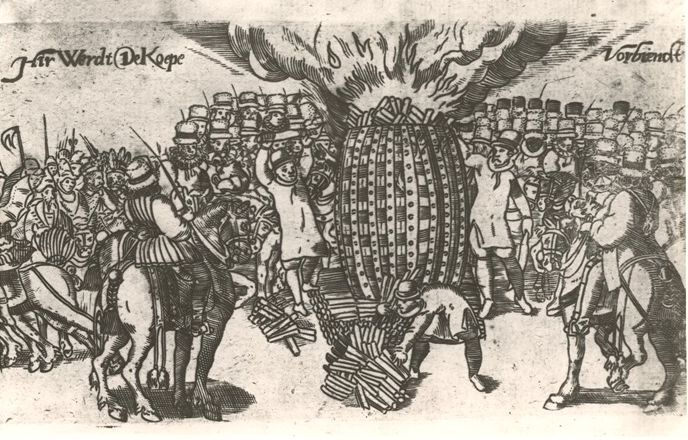
Verbrennung des Kopefasses um 1600

Auch hier folgte das Verbrennen der Kope auf der Sülze.
Abends folgte die „Große Collation“, ein auf dem Schütting am Markt gegenüber dem Rathaus stattfindendes üppiges Festgelage als Einstand der jungen Sülfmeister im Kreise ihrer Standesgenossen, das mit der Darbietung der „Kope-Komödie“, die vom Schultheater des Johanneums ausschließlich vor geladenen Gästen aufgeführt wurde, den Abschluss der Kopefahrt bildete.

## Geschichte und Besonderheiten
Urkundlich wird die Kopefahrt erstmals im Barmeisterbuch zum Jahr 1472 erwähnt, und zwar wie von einem althergebrachten Brauch: se voreden de kopen des jares.
Die Angabe, dass die Kopefahrt schon 1273 durch den bei den Lüneburgern beliebten Herzog Johann von Braunschweig-Lüneburg eingeführt worden sein soll, entbehrt bisher jeglicher Grundlage und wird in den Bereich der Legende verwiesen.
Die Kopefahrt galt als zwingend. Konnte aus dringenden Gründen ein Sülfmeister nicht teilnehmen, so musste er im Folgejahr die Kope führen oder später. Insbesondere wenn ein Sülfmeister zum Barmeister aufgestiegen war und keine neuen Sülfmeister erwählt worden waren, hatte er die Kopefahrt – und damit auch die Kosten – zu übernehmen. 1538 versuchte der Sülf- und Barmeister Albert Elver zunächst die vertretungsweise Kopefahrt zu verweigern, als keine neuen Sülfmeister erwählt worden waren, was seine Kollegen so sehr erregte, dass sie den Bürgermeistern seine Absetzung nahe legten. Schließlich führte er widerwillig die Kope, was der Chronist mit dem Kommentar de ungerne danzet, de danzet ok kommentierte.
Im Laufe der Jahrhunderte wurde der Umfang der Kopefahrt immer größer. Freunde, Verwandte und Initianden bildeten eine umfangreiche Festgesellschaft. Im Jahr 1607 wurden dabei knapp 100 Pferde gezählt, 1629 nach unterschiedlichen Berichten zwischen 106 und 192 Pferden. Um 1600 trat die Selbstdarstellung der sülfmeisterlichen Gruppe immer stärker in den Vordergrund: neben üppigen Maskeraden, die auf Wohlstand und gelehrte Bildung hinwies, bekam der Festumzug immer mehr Ähnlichkeit mit der Darstellung höfischer Umzüge und Festivitäten, was dadurch gestützt wurde, dass auch die Herzöge von Braunschweig-Lüneburg Fastnacht und Kopefahrt beiwohnten, wie 1518 Herzog Heinrich der Mittlere mit seinen Söhnen. 1599 die Herzöge August, Magnus, Georg und Johann von Braunschweig-Lüneburg, die je ein goldenes Schmuckstück und der Älteste, August, gar ein Pferd als Gastgeschenk erhielten. Dabei wurden Schlittenfahrten veranstaltet, in denen sich die Herrschaft vormumet hatte und die Pferde als wilde Tiere aufgeputzt wurden, z. B. als Einhörner oder Hirsche. Mit Rennen, Stechen, Banketten und Gastereien feierte man drei Tage die Fastnacht bis zur Kopefahrt. Gäste kamen von weither angereist, nicht nur aus Hamburg und Lübeck, sondern auch aus Sachsen und anderen Ländern.
Bis 1583 führten die Kopevorers gelegentlich auch Jungfern mit auf ihren Pferden, danach waren Frauen nur noch als Zuschauer zugelassen.
Aufschluss über das Ende der Kopefahrt gibt ein Schreiben ‚sämtlicher Kopenführer’ an die Barmeister im Dezember 1635, in dem die jungen Sülfmeister ihren Wunsch zu erkennen geben, dem alten loblichen Gebrauch und Herkommen nach in diesem bevorstehenden Fastnacht die Kopen zu führen, da man aber wisse, dass in diesen beschwerlichen und gefährlichen Zeiten (Dreißigjähriger Krieg) die Pferde und alles, was sonst noch zu einer Kopefahrt gehörte, nur schwer zu beschaffen seien, erwartete man ein klares Signal des Rates, die Festlichkeit finanziell zu unterstützen. Der Rat, der schon seit 1619 mindestens zur Hälfte aus Nicht-Sülfmeistern bestand, hatte aber kein Interesse mehr daran, die Kopefahrt wieder aufleben zu lassen, zum einen aus Gründen der Sicherheit und weil das unbändige Fastnachtstreiben der Einwohner im Umfeld der Kopefahrt schon länger in der Kritik der städtischen Obrigkeit stand, zum anderen, weil die Stadt zu dieser Zeit bereits hoch verschuldet gewesen ist. Bereits 1627 wurden nur noch 50 Prozent der Salzpfannen besiedelt.
In Anlehnung an die Kopefahrt werden seit 2003 im Rahmen der Sülfmeistertage die Kopespiele in Lüneburg veranstaltet.

## Kosten
Aus dem Jahr 1599 ist eine Rechnung über rund 1370 Mark für die vier Kopevorers Statius, Heinrich und Leonhard von Töbing, sowie Albert Elver überliefert, die die Ausgaben für eine Kopefahrt auflistet. Kosten fielen an für die Bewirtung, Personal (wie Köche, Musikanten, Wächter, Handwerker) oder auch Sachkosten (z. B. Kleidung, Geschirr, Reitzubehör usw.) und beliefen sich auf mehrere hundert Taler pro neuem Sülfmeister. Dieser Wert entsprach damals mehr als einigen Häusern in einer Stadt (ein hochrangiger Staats- bzw. Hofbediensteter erhielt um diese Zeit ein Jahresgehalt je nach Rang zwischen 100 und maximal 450 Taler).